# Clemente Russo
Clemente Russo, född 27 juli 1982 i Caserta i Italien, är en italiensk boxare som tog OS-silver i tungviktsboxning 2008 i Peking. Han deltog även i OS i lätt tungviktsboxning 2004 i Aten, dock utan att ta medalj. 

## Meriter

### Olympiska meriter

#### Olympiska sommarspelen 2008
- Huvudartikel: Boxning vid olympiska sommarspelen 2008

| Tävlande       | Viktklass | Sextondelsfinal      | Åttondelsfinal       | Kvartsfinal          | Semifinal            | Final                  |
| Tävlande       | Viktklass | Motståndare Resultat | Motståndare Resultat | Motståndare Resultat | Motståndare Resultat | Motståndare Resultat   |
| -------------- | --------- | -------------------- | -------------------- | -------------------- | -------------------- | ---------------------- |
| Clemente Russo | Tungvikt  |                      | Zujeŭ (BLR) W 7-1    | Usyk (UKR) W 7-4     | Wilder (USA) W 7-1   | Tjachkijev (RUS) L 2-4 |